# 5886 Rutger
Az 5886 Rutger (ideiglenes jelöléssel 1975 LR) a Naprendszer kisbolygóövében található aszteroida. Felix Aguilar Observatory fedezte fel 1975. június 13-án.